# De zaak van je leven
De zaak van je leven is een Nederlands documentaireprogramma dat van 2016 tot 2020 door WNL werd uitgezonden op NPO 2. Het programma wordt gemaakt in samenwerking met de politie en het Openbaar Ministerie.
In elke uitzending blikken de betrokken rechercheurs, getuigen en nabestaanden terug op een geruchtmakende (moord)zaak die hun altijd is bijgebleven. Aan de hand van de dossierstukken en archiefbeelden bespreken zij hoe het onderzoek is verlopen en hoe de zaak uiteindelijk is opgelost. Vanaf seizoen 4 wordt er ook gebruikgemaakt van reconstructies.

## Seizoenen
| Seizoen | Afleveringen | Uitzenddatum                       |
| ------- | ------------ | ---------------------------------- |
| 1       | 3            | 29 juni 2016 – 20 juli 2016        |
| 2       | 3            | 4 juli 2017 – 18 juli 2017         |
| 3       | 5            | 17 mei 2018 – 14 juni 2018         |
| 4       | 6            | 4 september 2019 – 9 oktober 2019  |
| 5       | 9            | 20 oktober 2020 – 22 december 2020 |

## Seizoen 1 (2016)
| Aflevering (seizoen) | Aflevering (serie) | Zaak                            | Datum        | Kijkcijfers | Inhoud |
| -------------------- | ------------------ | ------------------------------- | ------------ | ----------- | --- |
| 1                    | 1                  | De moord op Arthur Ghurahoo     | 29 juni 2016 | 426.000     | Op 4 mei 1986 wordt de 11-jarige Arthur Ghurahoo gevonden in een greppel in het gebied van Fort Vechten bij Utrecht. Hij was seksueel misbruikt en vermoord. Rechercheurs Rob en Jan beten zich vast in de zaak, maar een doorbraak bleef uit. Na bijna twintig jaar leidde nieuw DNA-onderzoek uiteindelijk toch tot een oplossing. De oplossing kwam desondanks als een schok voor de voormalige korpschef: hij bleek de dader al veertig jaar persoonlijk te kennen. |
| 2                    | 2                  | De moord op Louis Sévèke        | 13 juli 2016 | 368.000     | Op 15 november 2005 wordt de Nederlandse politiek activist, journalist en publicist Louis Sévèke in het centrum van Nijmegen doodgeschoten. Sévèke was juridisch adviseur van verschillende krakersgroeperingen die voortdurend zaken tegen de politie aanspande en zelfs infiltranten van de veiligheidsdiensten ontmaskerde. Rechercheurs René en Renata vertellen over hoe zij een moord moesten oplossen waarvan de politie zélf werd verdacht.                     |
| 3                    | 3                  | De moord op Anneke van der Stap | 20 juli 2016 | 371.000     | Op 22 juli 2005 wordt in Rijswijk het lichaam van de 22-jarige Anneke van der Stap gevonden. Zij was elf dagen eerder 's avonds niet thuisgekomen. Rechercheurs Ruud en Chris staan voor een moeilijke klus: door de staat van het lichaam zijn er geen sporen en is zelfs de precieze doodsoorzaak niet meer te achterhalen. Jarenlang blijft de zaak onopgelost, tot rechercheur Chris in 2010 tot een ontdekking komt die uiteindelijk tot de doorbraak leidt.       |

## Seizoen 2 (2017)
| Aflevering (seizoen) | Aflevering (serie) | Titel             | Zaak                                 | Datum        | Kijkcijfers | Inhoud |
| -------------------- | ------------------ | ----------------- | ------------------------------------ | ------------ | ----------- | --- |
| 1                    | 4                  | Amstelvaartmoord  | De moord op Gijs Dekker              | 4 juli 2017  |             | Op 15 november 1998 werd cafébaas Gijs Dekker dood aangetroffen achter de bar in zijn café in de Amstelvaart. Zijn schedel was ingeslagen met een steen. Politiemannen Bob en Gerrit vertellen over een zaak vol krankzinnig toeval en met een niet te bevatten apotheose. |
| 2                    | 5                  | Moord zonder lijk | De moord op Henk Peters              | 11 juli 2017 | 348.000     | Op Koninginnedag 29 april 2009 verdwijnt hobbyfotograaf Henk Peters uit Arnhem spoorloos. Aanvankelijk leek het een normale vermissingszaak, maar al gauw krijgt het onderzoeksteam, geleid door rechercheurs Benno en Peter, aanwijzingen dat het weleens om een misdrijf kan gaan. Zo werd de moeder van Henk bezocht door een nepagent en werd de politie gebeld door iemand die beweerde Henk Peters te zijn. |
| 3                    | 6                  | De kettingrukker  | De beroving van Patty Kengthanyakarn | 18 juli 2017 |             | Politiemannen Raymond en Nico vertellen over een gewelddadige roof van een ketting in Rotterdam op 15 oktober 2014. Het slachtoffer, de 62-jarige Patty Kengthanyakarn, werd bij de roof meters meegesleurd en raakte in coma. Het onderzoek leidt de rechercheurs naar Roemenië. |

## Seizoen 3 (2018)
| Aflevering (seizoen) | Aflevering (serie) | Titel                              | Zaak                               | Datum        | Kijkcijfers | Inhoud |
| -------------------- | ------------------ | ---------------------------------- | ---------------------------------- | ------------ | ----------- | --- |
| 1                    | 7                  | De dood van Gerard Zonneveld       | De dood van Gerard Zonneveld       | 17 mei 2018  | 268.000     | Op 30 april 2010 vinden wandelaars in het Robbenoordbos in Den Oever het stoffelijk overschot van de 55-jarige Gerard Zonneveld. Hij is door messteken om het leven gebracht, waarna de benen van de romp zijn afgesneden. Gerard was een bekende en graag geziene zwerver uit Beverwijk. De rechercheurs staan voor een raadsel: hoe kwam Gerard helemaal in Den Oever terecht? En wie heeft hem zo gruwelijk om het leven gebracht? |
| 2                    | 8                  | De verdwijning van Melanie Sijbers | De verdwijning van Melanie Sijbers | 24 mei 2018  | 322.000     | Op 7 september 2006 vertrekt de 15-jarige Melanie Sijbers vanaf haar ouderlijk huis in Geldrop. Zij komt echter niet meer thuis, waarna haar familieleden alarm slaan. Na twee weken wordt haar lichaam teruggevonden in Someren, ze blijkt verkracht en gewurgd. Rechercheurs Luc en Jeroen vertellen over de klopjacht op de vermoedelijke dader en hoe ze alles uit de kast haalden om Melanie te vinden. |
| 3                    | 9                  | De vermissing van Ricardo Kooij    | De vermissing van Ricardo Kooij    | 31 mei 2018  | 194.000     | De 24-jarige Ricardo Kooij was op 13 juni 2013 bij een vriend van hem, Mike. Daarna lijkt hij van de aardbodem verdwenen. Mike biecht later aan enkele vrienden op dat hij Ricardo met een bijl heeft vermoord en in stukken heeft gehakt, waarna maten de lichaamsdelen verspreid over het land zouden hebben verstopt. Rechercheurs François en Albert zoeken uit wat er precies is gebeurd en proberen te achterhalen waar Ricardo is begraven. |
| 4                    | 10                 | De moord op Nadia van de Ven       | De moord op Nadia van de Ven       | 7 juni 2018  | 255.000     | Op 1 oktober 2002 wordt de 25-jarige Nadia van de Ven in haar woning in Utrecht doodgeschoten. De moord werd ontdekt door huisgenoten die bij thuiskomst bloedspetters en een kogelhuls in de gang vonden. De politie treft in de afgesloten kamer van huisbaas Pascal F. het lichaam van Nadia aan. Zij blijkt haast geliquideerd. De rechercheurs beschouwen Pascal direct als hoofdverdachte en starten een klopjacht op hem. Het onderzoek leidt ze naar Polen, en neemt een verrassende wending als het moordwapen ook in een oude, onopgeloste moordzaak blijkt gebruikt. |
| 5                    | 11                 | Tilburgse Taximoord                | De moord op Anand Ramdin           | 14 juni 2018 | 304.000     | Op 9 oktober 2010 wordt in een greppel in Kaatsheuvel het lichaam van de 37-jarige Tilburgse taxichauffeur Anand Ramdin gevonden. Hij blijkt met zeven kogels in zijn buik en borst om het leven te zijn gebracht. De politie denkt eerst aan een criminele afrekening in de taxiwereld, maar deze optie wordt al gauw uitgesloten; de lokale taxigemeenschap was een harmonieuze club. Dan komt er een anonieme tip binnen: het zou gaan om een roofmoord met racistische motieven waarbij drie Polen van een nabijgelegen camping zijn betrokken.                             |

## Seizoen 4 (2019)
| Aflevering (seizoen) | Aflevering (serie) | Titel (uitzending)          | Titel (NPO Start)                                 | Zaak                                              | Datum             | Kijkcijfers | Inhoud |
| -------------------- | ------------------ | --------------------------- | ------------------------------------------------- | ------------------------------------------------- | ----------------- | ----------- | ------ |
| 1                    | 12                 | In rook op                  | Het onderzoek naar de 'Kunstroof van de Eeuw'     | Kunstroof Kunsthal Rotterdam                      | 4 september 2019  | 281.000     |        |
| 2                    | 13                 | Het kwaad dichtbij          | De dood van Mariska Peters                        | De dood van Mariska Peters                        | 11 september 2019 | 496.000     |        |
| 3                    | 14                 | Zwijgen is zilver           | De motorclubmoord op Haagse Rinus                 | De motorclubmoord op Haagse Rinus                 | 2 oktober 2019    | 290.000     |        |
| 4                    | 15                 | De naam van het Rozenmeisje | Een onbekende dode in een Limburgs rozendorp      | De moord op het Rozenmeisje                       | 25 september 2019 | 483.000     |        |
| 5                    | 16                 | De moord op de sterkste man | De moord op de Sterkste Man van Milsbeek          | De moord op Frans Bindels                         | 18 september 2019 | 266.000     |        |
| 6                    | 17                 | Een Kalasjnikov in bad      | De wapenhandelaren van de Amsterdamse onderwereld | De wapenhandelaren van de Amsterdamse onderwereld | 9 oktober 2019    | 364.000     |        |

De derde aflevering van deze reeks, over de moord op Haagse Rinus, zou aanvankelijk op 18 september worden uitgezonden. Door nieuwe informatie over de moord is besloten deze aflevering die avond niet uit te zenden. In plaats daarvan werd de vijfde aflevering in de reeks, over de moord op Frans Bindels, uitgezonden. Op 2 oktober is de aflevering alsnog uitgezonden.

## Seizoen 5 (2020)
| Aflevering (seizoen) | Aflevering (serie) | Titel (uitzending)                    | Titel (NPO Start)                     | Zaak                                                                            | Datum            | Kijkcijfers | Inhoud |
| -------------------- | ------------------ | ------------------------------------- | ------------------------------------- | ------------------------------------------------------------------------------- | ---------------- | ----------- | --- |
| 1                    | 18                 | De zoektocht naar het rode petje      | De zoektocht naar het rode petje      | De dood van bakker Albert de Heer                                               | 20 oktober 2020  | 474.000     | In 2007 beroven en doden een jongen van 17 en van 18 een Rotterdamse banketbakker. |
| 2                    | 19                 | De onbekende dode en de blowende haas | De onbekende dode en de blowende haas | Een onbekende dode in 1995 in Amsterdam                                         | 27 oktober 2020  | 336.000     | De identiteit van een onbekende dode in Amsterdam wordt na ruim twintig jaar vastgesteld. Het blijkt een Fransman te zijn. |
| 3                    | 20                 | Seriemoordenaar in doktersjas         | De insulinemoorden                    | Een verzorgende brengt meerdere hoogbejaarde mensen om het leven                | 10 november 2020 | 212.000     | In 2017 blijkt verzorgende Rahied A. in Rotterdam en omstreken een aantal bejaarde, demente bewoners van zorginstellingen insuline te hebben toegediend terwijl ze dat niet nodig hadden. Sommige bewoners zijn daardoor overleden.                                                                                     |
| 4                    | 21                 | De waarheid begraven                  | Het Biesboschlijk                     | De moord op Adrian Węckowicz                                                    | 17 november 2020 | 305.000     | Op 14 januari 2014 wordt er in de Biesbosch door twee vissers een lichaam gevonden. Na onderzoek blijkt het om een stoffelijk overschot in verregaande staat van ontbinding te gaan. De recherche moet uitzoeken om wie het gaat, en hoe en door wie deze persoon om het leven is gebracht.                             |
| 5                    | 22                 | Het perfecte moordwapen               | De gifmoordenaar van Amsterdam        | De moorden op Alan Perez Gonzalez en Alfredo Bido Fernandez                     | 24 november 2020 | 267.000     | Twee jongemannen uit de Dominicaanse Republiek lijken in 2013 met het perfecte wapen vermoord te zijn. De spierverslapper succinylcholine zou namelijk na overlijden niet meer waar te nemen zijn. Maar is dat wel echt zo?                                                                                             |
| 6                    | 23                 | Meesterinbreker op Gucci-schoenen     | Meesterinbreker op Gucci-schoenen     | De inbraakgolf in de dorpen tussen Eindhoven, Tilburg en Den Bosch              | 1 december 2020  | 456.000     | In de omgeving van Tilburg worden tussen 2012 en 2016 honderden inbraken gepleegd, maar de dader blijft lange tijd ongrijpbaar. Het enige aanknopingspunt zijn de afdrukken van enkele merkschoenen. |
| 7                    | 24                 | De meisjes van Bouvigne               | De meisjes van Bouvigne               | Het onderzoek naar twee vermeende kindergrafjes in de tuin van Kasteel Bouvigne | 8 december 2020  | 362.000     | In de tuin van Kasteel Bouvigne zouden in de Tweede Wereldoorlog twee jonge meisjes zijn begraven. De recherche onderzoekt of dit inderdaad het geval is, en om wie dat dan zou gaan. |
| 8                    | 25                 | De jacht op de beul                   | De beul van Twente                    | De dodelijke verminking van dieren en mensen in Enschede                        | 15 december 2020 | 360.000     | Vanaf 2000 worden in en rond Enschede diverse boerderijdieren verminkt. Later richt de dader zich ook op mensen, waaraan één persoon uiteindelijk ook overlijdt. De recherche realiseert zich dat ze deze dader zo snel mogelijk moeten stoppen.                                                                        |
| 9                    | 26                 | De verdwenen yogalerares              | De verdwenen yogalerares              | De verdwijning van Julia Chernyshova                                            | 22 december 2020 | 462.000     | In januari 2018 meldt Andrei zich bij het politiebureau in Scheveningen om zijn vrouw Julia als vermist op te geven, maar de dienstdoende agente vertrouwt het niet. De recherche ontdekt meteen allerlei verdachte omstandigheden. De relatie tussen Julia en de jaloerse Andrei vertoonde al langer serieuze barsten. |